# Alstroemeria magnifica
Alstroemeria magnifica  es una especie fanerógama, herbácea, perenne y rizomatosa perteneciente a la familia de las alstroemeriáceas. Es originaria del centro de Chile.
Presenta tres subespecies y dos variedades, algunas de las cuales han sido tratadas como especies diferentes hasta hace poco tiempo. La subespecie típica, Alstroemeria magnifica subsp. magnifica, Alstroemeria magnifica subsp. gayana (sin.: A. gayana), Alstroemeria magnifica var. magenta (sin.: A. magenta), Alstroemeria magnifica subsp. maxima (sin.: A. pulchra var. maxima ) y Alstroemeria magnifica var. tofoensis. Es una de las alstroemeriáceas usadas para crear híbridos interespecie.

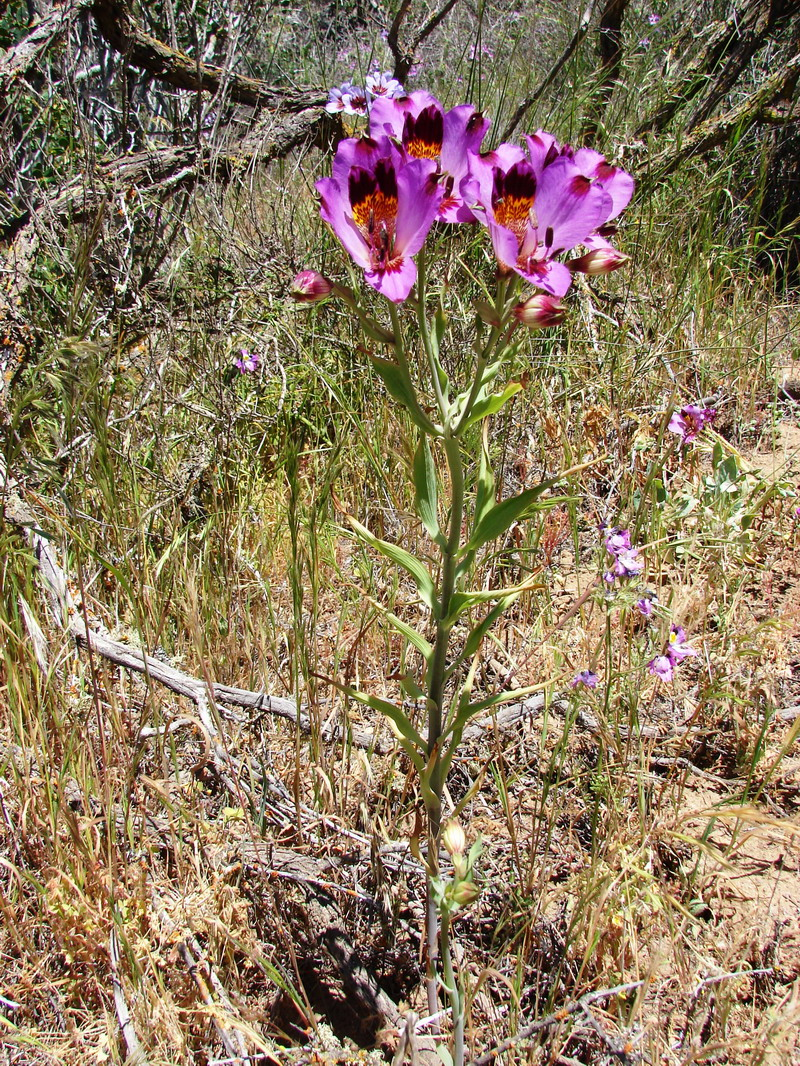
Vista de la planta

## Descripción
Planta geófita, que normalmente alcanza hasta 80 cm de altura. Las hojas son lanceoladas de 4,5 a 8 cm de largo por 6 a 10 mm de ancho, hacia el extremo de la rama estas se achican. Las flores presentan tépalos de 3,5 a 5 cm de largo, los externos de color violáceo intenso o rosado-lilacino, redondeado, con  ápices emarginados de 2,2 a 3 cm de ancho, con un borde denticulado con un mucrón oscuro de hasta 2 a 3 mm de largo; los internos superiores obovados, redondeados o algo agudos en el ápice, casi la mitad más angostos con muy corto mucrón, de menor largo que los externos, llevan una franja amarilla en la mitad superior, con rayas rojo-vinoso gruesas desde la franja amarilla, formando una mancha cerca del ápice, rayas más finas y abundantes cerca de la base, el tépalo inferior es un poco más corto y con o sin rayas rojo vinoso hacia la base. Las anteras son violáceas. Los frutos son cápsulas de 0,9 a 1,4 cm de largo, coronadas con restos del estilo de 1 cm de largo.

## Taxonomía
Alstroemeria magnifica fue descrita por William Herbert, y publicado en Edwards's Bot. Reg. 29: Misc. 64. 1843
Etimología
Alstroemeria: nombre genérico que fue nombrado en honor del botánico sueco barón Clas Alströmer (Claus von Alstroemer) por su amigo Carlos Linneo.
magnifica: epíteto latino que significa "magnífica".
Variedades
- Alstroemeria magnifica subsp. magnifica.
- Alstroemeria magnifica subsp. gayana (Phil.) Ehr.Bayer, Gatt. Alstr. Chile: 252 (1986 publ. 1987).
- Alstroemeria magnifica var. magenta (Ehr.Bayer) Muñoz-Schick, Not. Mens. Mus. Nac. Hist. Nat. 352: 22 (2003).
- Alstroemeria magnifica subsp. maxima (Phil.) Ehr.Bayer, Gatt. Alstr. Chile: 244 (1986 publ. 1987).
- Alstroemeria magnifica var. tofoensis Muñoz-Schick, Not. Mens. Mus. Nac. Hist. Nat. 352: 22 (2003).